# Xianghuang Qi
Xianghuang Qi (żółta obramowana chorągiew; chiń. 镶黄旗; pinyin: Xiānghuáng Qí) – chorągiew w północnych Chinach, w regionie autonomicznym Mongolia Wewnętrzna, w związku Xilin Gol. W 1999 roku liczyła 28 576 mieszkańców.